# 50-й отдельный дальнеразведывательный авиационный полк ВВС ВМФ
 50-й гвардейский отдельный дальнеразведывательный авиационный полк ВВС ВМФ — воинская часть Военно-воздушных сил (ВВС) ВМФ СССР, принимавшая участие в боевых действиях Советско-японской войны.

## Наименования полка
Условное наименование - войсковая часть 62769.
Действительные наименования: 50-й смешанный бомбардировочный авиационный полк, 50-й минно-торпедный авиационный полк, 50-й отдельный разведывательный авиационный полк, 50-й отдельный гвардейский разведывательный авиационный полк, 50-й гвардейский отдельный дальнеразведывательный авиационный полк, 271-й гвардейский отдельный дальнеразведывательный авиационный полк, 134-я гвардейская отдельная дальнеразведывательная авиационная эскадрилья.

## История полка
12 мая 1941 года, на основании Приказа НК ВМФ № 0056 от 29.03.1941 г., на аэродроме Новороссия, в составе 29-й Авиационной бригады ВВС ТОФ, был сформирован 50-й смешанный бомбардировочный авиационный полк. Он формировался на базе 36-й ОСБАЭ (самолёты СБ), 2-й и 5-й АЭ 4-го МТАП (самолёты ДБ-3) и 27-й ОАЭ ПВО (самолёты СБ) ВВС ТОФ. На 1 июня 1941 года в составе нового полка было три минно-торпедные эскадрильи (1—3), вооружённые самолётами ДБ-3 (40/34 ДБ-3, 34 экипажа), 4-я АЭ имела бомбардировщики СБ (10/9, 10 экипажей); еще один экипаж значился в управлении полка, хотя самолета не имел.
С 1 августа 1941 года полк был переведён на штаты военного времени: управление полка — на штат № 030/162-Б, 1-я и 2-я МТАЭ — на штаты № 030/145-Б, 3-я и 4-я СБАЭ — на штаты № 030/144-Б. 1 сентября 1941 года, на основании Постановления Военного совета ТОФ № 11/00501 от 27.08.1941 г., 4-я СБАЭ 50-го СБАП была передана в состав 34-го БАП 29-й АБ ВВС ТОФ и передислоцирована на аэродром Николаевка. В декабре 1941 года было начато формирование 5-й АЭ полка, но с 15 марта 1942 года, на основании Приказа НК ВМФ № 0042 от 18.02.1942 г. и приказа Командующего ТОФ № 0033 от 19.03.1942 г., полк был переформирован в 50-й минно-торпедный авиационный полк трёхэскадрильного состава, по штату № 030/264. В это время полк базировался на аэродромах Западная и Восточная Новороссия.
С целью ведения разведки и контроля над коммуникациями в северной части Японского моря, в период 1942-1943 гг. одно звено самолётов ДБ-3 полка постоянно несло боевое дежурство на оперативном аэродроме Великая Кема, на северо-восточном побережье Приморского края.
30 ноября 1943 года, на основании Приказа НК ВМФ № 0863 от 13.11.1943 г. и Приказа Командующего ТОФ № 0640 от 17.12.1943 г., 50-й МТАП исключается из состава 2-й МТАД (это бывшая 29-я авиабригада) ВВС ТОФ и переформируется в 50-й отдельный разведывательный авиационный полк, с непосредственным подчинением командующему ВВС ТОФ. Управление полка — по штату № 030/366, 1-я и 2-я РАЭ на самолётах ДБ-3Б — по штату № 030/368-А, 3-я ИАЭ — по штату № 030/368-Г.
С мая по июль 1943 года одна эскадрилья полка под командованием капитана И.В. Сидина, на самолётах ДБ-3, была откомандирована на Черноморский флот для получения боевого опыта, где выполняла боевые вылеты. При этом был потерян один экипаж.
12 мая 1944 года полку было вручено Боевое Знамя части. Приказом НК ВМФ № 00257 от 1944 г. и Приказом Командующего ТОФ № 0010 от 24.01.1945 г. был установлен годовой праздник части — 12 мая.
Боевая работа полка
По состоянию на 9 августа 1945 года в составе полка, базирующегося на аэродроме Новороссия, имелось 18 самолёта ДБ-3 (16 исправных), 12 A-20G (10 исправных), 1/1 В-25, 4/4 Як-9, 10/7 Як-9р и 33 экипажа (30 боеготовых). Кроме того, полк получил 6 новых самолётов Ту-2, но освоить их личный состав в полном объёме не успел.
Во время боевых действий против Японии, в августе 1945 г., самолёты Як-9Р полка базировались на оперативном аэродром Великая Кема, откуда выполняли вылеты на разведку Татарского пролива и Южного Сахалина.
С 23 августа две эскадрильи дальних разведчиков были перебазированы на захваченные северокорейские аэродромы Гензан и Канко.
26 августа 1945 года, «за проявленную отвагу в боях с японскими захватчиками, за стойкость и мужество, дисциплину, организованность и героизм личного состава», Указом Президиума Верховного Совета СССР и Приказом Верховного Главнокомандующего ВС СССР 50-й ОРАП был преобразован в 50-й отдельный гвардейский разведывательный авиационный полк (Приказ НК ВМФ № 0460 от 26.08.1945 года).
5 октября 1945 года полку была вручена Грамота Президиума Верховного Совета СССР к Боевому Знамени.
Послевоенная история
В 1946 году полк получил на вооружение самолёты Ту-2Р, заменившие старые ДБ-3.
В июне 1946 г. — ноябре 1947 г. авиагруппа из 9 Ту-2Р, под командованием командира полка Н.В. Дерюгина, перелетела на аэродром Буревестник (о. Итуруп), откуда выполняла специальное задание по аэрофотосъёмке Курильских островов.
Летом 1947 г. на вооружение 3-й АЭ полка поступили американские самолёты Bell P-63 «Кингкобра». Их перегоняли в Новороссию из Омска лётчики полка, с лидированием самолётами Дуглас А-20 «Бостон».
До 1952 года в составе полка имелось три эскадрильи: 1 -я АЭ — самолёты Ту-2Р, 2-я АЭ — А-20К «Бостон» и Ил-4, 3-я АЭ — Як-9Р и Р-63 «Кингкобра».
В период с 15 марта по 9 июня 1952 года, на основании Приказа Командующего ВВС 5-го ВМФ № 0131 от 26.03.1952 г., 1-я АЭ полка проходила переучивание на реактивные самолёты Ил-28Р на аэродроме Украинка 65-й ВА ДА.
В 1953 году в состав 50-го гв. ОРАП были переданы самолёты МиГ-15Р из состава расформированной на аэродроме Новороссия 1918-й ОРАЭ ВВС ТОФ.
В 1952-1954 гг. 50-й гв. ОРАП входил в состав 106-го ИАК ВМС, после расформирования которого снова перешёл в непосредственное подчинение командующему ВВС ТОФ.
15 сентября 1955 года 50-й гв. ОРАП был перебазирован на аэродром Новороссия-2.
С сентября 1955 г., на основании Директивы ГШ ВМФ №ОМУ/4/53220 от 15.09.1955 г., на полк была возложена новая задача — ведение радиотехнической разведки района Камчатской ВФ. Она выполнялась вплоть до формирования на аэродроме Монгохто в августе 1958 г. 266-й ОДРАЭ ВВС ТОФ (впоследствии перебазированной на Камчатку).
С 30 июня 1957 г., на основании Директивы ГШ ВМФ № ОМУ/4/30120 от 17.04.1957 г., полк был переведён со штата № 98/507-А на штат 98/507-В, в связи с переучиванием на самолёты Ту-16Р. Местом дислокации этих самолётов определён только что отстроенный аэродром Пристань.

С 1 января 1958 года 1-я АЭ 50-го гв. ОРАП приступила к переучиванию на самолёты Ту-16 на аэродроме Каменный Ручей.
С 30 апреля 1958 г., на основании Директивы ГШ ВМФ № ОМУ/4/27042 от 05.02.1958 г., управление и остальные подразделения полка передислоцировались с аэродрома Новороссия на аэродром Пристань. В составе полка в это время числились 1-я АЭ — дальнеразведывательная, на самолётах Ту-16Р, и 2-я АЭ — радиотехнической разведки, на самолётах Ил-28Р.
С 15 августа 1958 г., на основании Директивы ГК ВМФ № ОМУ/4/27202 от 27.05.1958 г. и Директивы штаба ТОФ № ОМУ/1/0516 от 06.06.1958 г., из личного состава 1-й АЭ 50-го гв. ОРАП на аэродроме Каменный Ручей формируется 266-я ОДРАЭ на самолётах Ту-16Р, под командованием майора Ю.Н.Антипова.
15 июля 1960 г., на основании Директивы ГШ ВМФ № ОМУ/13030 от 27.03.1960 г., в рамках «дальнейшего значительного сокращения ВС СССР», была расформирована 131-я ОБУКАЭ Авиации ТОФ, вооружённая самолётами Ил-28. Её личный состав и авиатехника были обращены на укомплектование буксировочной авиационной эскадрильи 50-го гв. ОРАП.
1 ноября 1960 г., на основании Директивы ГШ ВМФ № ОМУ/4/13139 от 26.09.1960 г., 50-й гв. ОРАП был переименован в 50-й гвардейский отдельный дальнеразведывательный авиационный полк.
В 1961 году, впервые в истории Авиации ТОФ, экипаж 50-го гв. ОДРАП капитана Ярчука на самолёте Ту-16Р выполнил воздушную разведку американского авианосца «Йорктаун» в Японском море, приступив, таким образом, к несению боевой службы на данном типе самолётов.
К 1963 году самолёты Ил-28Р были сняты с вооружения полка, также было расформировано буксировочное звено. С этого времени в составе 50-го гв. ОДРАП числится 19 боеготовых экипажей на самолётах Ту- 16Р.
8 декабря 1967 г., впервые в истории ВВС ТОФ, два экипажа 50-го гв. ОДРАП — подполковника Гуслистого и майора Анкудинова, произвели вылет на воздушную разведку в Восточно-Китайское море через Корейский пролив. Повторный вылет был выполнен 27 декабря 1967 года.
В 1968 году в составе 50-го гв. ОДРАП имелось 13 Ту-16Р, 6 Ту-16ЗЩ, и 2 Ту-16СП. В связи с осложнением отношений между СССР и Китаем, самолёты полка выполнили в течение года 12 вылетов на воздушную разведку приграничных районов Китая на участке залив Посьет — озеро Ханка — Благовещенск.
В 1969 году полк занял 1-е место среди частей разведки ВВС ВМФ по разведывательной подготовке.
В апреле 1970 г., за отличное выполнение разведывательных заданий, полк награждается Почётной Грамотой ЦК КПСС, Президиума Верховного Совета и Совета Министров СССР, в ознаменование 100-летия со дня рождения В. И. Ленина.
15 июля 1971 года 50-й гв. ОДРАП был переименован в 271-й гв. отдельный дальнеразведывательный авиационный полк. Данное переименование полка было связано с передачей начальником разведки полка майором В. Г. Шавдия секретных данных о составе и состоянии частей ВВС ТОФ в американское посольство в Москве. За это ЧП командир полка полковник В. И. Микрюков был снят с должности. Новым командиром полка был назначен Г. М. Орлов.
15 августа 1973 г. 271-й гв. ОДРАП переформируется в 134-ю гвардейскую отдельную дальнеразведывательную авиационную эскадрилью. В эскадрилье на 1974 год числится 10 самолётов типа Ту-16.
В период с 14 по 21 апреля 1975 года были проведены учения ВМФ «Океан-75», в ходе которых самолёты Ту-16Р эскадрильи практически отрабатывали способы одновременной разведки группами самолётов больших пространств в морской зоне.
1 декабря 1986 года 134-я гв. ОДРАЭ вошла в состав 304-го гв. ОДРАП как 3-я АЭ, с передислокацией на аэродром Хороль. При этом, в целях сохранения в составе ВВС ТОФ количества гвардейских частей, почётное наименование было передано формируемой в Хороле 341-й отдельной морской ракетоносной авиационной эскадрилье, в том же году переформированной в 141-й гв. МРАП и вошедший в состав 25-й морской ракетоносной дважды Краснознамённой Рананской авиационной дивизии ВВС ВМФ имени Героя Советского Союза Острякова.
В начале 1990-х годов, в связи со снятием с вооружения самолётов Ту-16Р, эскадрилья перевооружается на самолёты Ту-16К-10, полученные с Черноморского флота. Однако ракетной подготовки для лётного состава не предусматривалось, и самолёты-ракетоносцы использовались только в качестве неполноценных разведчиков (подобное происходило и на других флотах в это же время).
С 1 декабря 1993 года 25-я МРАД и оба её полка  были расформированы, авиационная техника передана в базу хранения на аэродроме Хороль, с последующей разделкой на металлолом. Гвардейское наименование 141-го МРАП было передано 568-му МРАП, дислоцированному на аэродроме Каменный Ручей.

## Авиационные происшествия
19 июля 1941 года, при выполнении полёта в районе деревни Саинбар (долина р. Пемухе), потерпел аварию самолёт ДБ-3, пилотируемый лейтенантом А. В. Смирновым.
27 ноября 1941 года, днём, в сложных метеорологических условиях, во время полёта на стрельбу и бомбометание в районе Новороссийской долины и Шкотовского перевала, пропал без вести самолёт ДБ-3Б 1-й АЭ, командир экипажа ст. лейтенант Николай Константинович Ясырев.
23 октября 1942 года, днём, при перелёте с аэродрома Новороссия Восточная на аэродром Великая Кема, из-за потери сознания лётчиком 2-й АЭ полка лейтенантом Николаем Тарасовичем Русаковым, произошла катастрофа самолёта ДБ-3. Самолёт упал в районе слияния рек Вангоу — Синанза. Все члены экипажа и пассажиры (пилот Н. Т. Гусаков, штурман мл. лейтенант Николай Степанович Филиппов, ВСР Василий Семёнович Мамонов, воздушный стрелок матрос Евгений Иванович Осокин, механик авиационный Михаил Григорьевич Ильинов, моторист авиационный Борис Андреевич Куницин, механик авиационный Александр Фомич Кравчук) погибли.
17 декабря 1942 года, ночью, во время выполнения аэродромных полётов на испытание противопрожекторной окраски самолётов в лучах прожекторов, на самолёте ДБ-3ф, пилотируемым командиром 1-й АЭ капитаном Никандром Михайловичем Черняевым отказал левый мотор. Самолёт упал у границы аэродрома. Пилот Н. М. Черняев и штурман сержант Иосиф Егорович Чурилов покинули самолёт на парашютах, а наблюдатель — начальник связи 1-й АЭ лейтенант Сёмин, погиб.
08.06.1943 года катастрофа ДБ-3. Погибли ст. л-т Слабкин В. Г., мл. с-т Дедик А. Н., м-с Шабаловский Е. М.
23.08.1943 года катастрофа ДБ-3. Погибли ст. л-т Марков Н. Х., ст. л-т Анисимов А. И., мл. л-т Позюбан Н. Т. + 2 неизвестных.
22.10.1943 года катастрофа ДБ-3. Погибли ст. т-л-т Кондратов И. В. и ст. с-т Некрасов И. А.
16 января 1945 года, днём, при выполнении задания по высотной подготовке, потерпел катастрофу самолёт ДБ-3. Через два дня самолёт он был найден охотниками в Анучинском районе, вблизи зимовки «5-й Луг» у с. Виноградовка. Предположительно, во время выполнения высотного полёта на 7000 м лётчик потерял сознание вследствие кислородного голодания. Самолёт перешёл в пикирование. Штурман попытался покинуть машину с парашютом, но попал в винт (тело не найдено), лётчик и стрелок-радист погибли при ударе о землю. Экипаж самолёта: лётчик мл. лейтенант К. Х. Назранов, штурман мл. лейтенант Пётр Максимович Коломиец, стрелок-радист сержант Александр Андреевич Дмитриев.
1 сентября 1945 года, днём, в СМУ, произошла авария самолёта Б-25 «Митчелл», пилотируемого командиром полка майором Иваном Васильевичем Сидиным. Самолёт совершал перелёт с аэр. Западная Новороссия на аэр. Гензан (Корея), с целью переброски технического состава полка и разведки погоды. При пробеге по полосе во время дождя самолёт не смог затормозить, выкатился за её пределы, ударился левой стойкой о штабель шпал и отломил её. После этого самолёт развернуло влево, и он ударился передней стойкой о насыпь узкоколейной железной дороги, которая при ударе также отломилась. Экипаж остался невредим.
13.09.1946 года. Катастрофа Ту-2. Погибли: КЭ ст. л-т Коняев В. С., ШЭ л-т Проворский Г. К., ВСР с-т Сапрыкин Н. Т., авиамеханик ст. с-т Пасынок В. С., ст. с-т Нещетов.
21 мая 1947 года, днём, в СМУ, в авиационной катастрофе самолёта Р-63 «Кингкобра» погиб помощник командира 3-й истребительной авиационной эскадрильи Герой Советского Союза капитан Виктор Иванович Щербаков. Он выполнял облёт недавно полученного в полк самолёта Р-63 «Кингкобра» с аэр. Новороссия и, при заходе на посадку в районе третьего разворота, был прижат к земле низкой облачностью. Лётчик развернулся ко второму развороту и, следуя по долине, попал в полосу тумана. Самолёт «выскочил» из тумана в районе горного хребта, столкнулся с одной из сопок, на высоте около 200—250 м, в 5 км северо-восточнее ст. Смоляниново Приморского края, разрушился и сгорел. В мае 2010 года следопыты отряда «АвиаПоиск» обнаружили и обследовали фрагменты самолёта В. И. Щербакова.
21 марта 1950 года, при выполнении ночных полётов, без вести пропали сразу два самолёта А-20 «Бостон» 2-й АЭ полка. Экипажи, в составе: лётчик лейтенант Иван Иванович Илясов, штурман лейтенант Борис Абрамович Иоффе, стрелок-радист сержант Георгий Петрович Сорокин; лётчик лейтенант Анатолий Викторович Ефимов и штурман лейтенант Владимир Маркович Белов (фамилия стрелка-радиста не установлена). В 2008 году поисковиками общественной организации «АвиаПоиск» в 12 км восточнее п. Весёлое Анучинского района Приморского края были обнаружены обломки самолёта А-20К, который пилотировал И. И. Илясов. Установлено, что лётчик в СМУ потерял ориентировку при подлёте к аэр. Новороссия, самолёт столкнулся с сопкой в районе д. Анучино, экипаж погиб.
7 декабря 1956 года из-за столкновения с сопкой Круглая высотой 603 м, в районе аэродрома Новороссия произошла катастрофа самолёта Ил-28. В ней погибли командир звена капитан Николай Дементьевич Филатов, старший лётчик ст. лейтенант Виктор Дмитриевич Кузнецов и стрелок-радист сержант Юрий Витальевич Посаховский.
1 апреля 1958 года, ночью, в СМУ, при заходе на посадку на аэродром Новороссия Западная, из-за уклонения от посадочного курса, произошла катастрофа Ил-28Р. Самолёт столкнулся с сопкой высотой 586 м и разрушился. Экипаж, в составе командира звена капитана Юрия Ивановича Кочнова, штурмана звена ст. лейтенанта Владимира Ивановича Дудецкого, стрелка-радиста мл. сержанта Леонида Макаровича Яковлева, погиб.
2 декабря 1963 года в районе аэродрома Пристань, в результате возникновения пожара в передней гермокабине, потерпел катастрофу самолёт Ту-16Р с экипажем: командир корабля капитан А. Л. Зрячих, помощник командира ст. лейтенант Адольф Яковлевич Левченко, штурман ст. лейтенант Максименко, 2-й штурман ст. лейтенант Оленев, ВСР младший сержант Еремочкин, КОУ старший матрос Литвинов.
15 июля 1964 года, при выполнении вылета на воздушную разведку кораблей АУГ «Энтерпрайз» в Японском море, по неустановленной причине произошла авиационная катастрофа самолёта Ту-16Р. В ней погибли командир отряда майор Леонид Фёдорович Кожарин, помощник командира ст. лейтенант Станислав Сергеевич Громов, штурман ст. лейтенант О. Фирсов, 2-й штурман ст. лейтенант Владимир Иванович Мастофанов и оператор РТР ст. лейтенант Михаил Яковлевич Секачёв.
10 июня 1967 года, ночью в СМУ, при заходе на посадку на аэродроме Пристань, из-за возникновения пожара на двигателе и ошибочных действий экипажа, произошла катастрофа самолёта Ту-16Р, в которой погибли командир корабля капитан Леонид Спиридонович Баяндин, командир отряда майор (инструктор) Виктор Павлович Орлов, штурман ст. лейтенант Юрий Кириллович Серебряков и 2-й штурман ст. лейтенант Геннадий Гаврилович Копий.
25 января 1978 года, катастрофа Ту-16. Тренировочный полет на передачу топлива. После взлета с АС Пристань на высоте 8-10 м и скорости около 310 км/ч произошел отказ продольного управления, самолет на отклонение колонки штурвала не реагировал и перешел в набор высоты. Командир экипажа, используя триммер РВ, сумел стабилизировать полет и набрать высоту около 1000 метров. Меры по восстановлению продольного управления путем включения автопилота результатов не дали. Самолет был направлен на запасной аэр. Хороль для вынужденной посадки. Выйдя на АС Хороль, командир экипажа по указанию РП выполнил несколько заходов на посадочный курс, управляя по высоте триммером. В это время была проведена консультация со специалистами КБ Туполева, от которых была получена информация, что посадка самолёта в данной ситуации в принципе, возможна. Самолет вышел точно в торец ВПП на высоте 8-10 метров. С высоты выравнивания на скорости 319 км/ч самолет резко задрал нос с углом кабрирования около 70-80°, достиг высоты 40-50 метров, свалился на левое крыло, и с углом пикирования 10-12° и левым креном 20° упал, разрушился и загорелся. Экипаж, в составе: командир корабля капитан Н. С. Хацкалев, штурман — помощник штурмана эскадрильи капитан Коновалов Анатолий Михайлович, ПКК ст. лейтенант В. М. Степанов, второй штурман ст. лейтенант Ю. Н. Трубилин, ВСР прапорщик В. А. Маркин, КОУ прапорщик В. Н. Кочнев погибли. Причина ЛП — разрушение некондиционного болта в проводке управления рулём высоты, переоценка КК своих возможностей.
27 июня 1980 года, днём, в СМУ, при вылете в Японское море, произошла катастрофа Ту-16Р, пилотируемого командиром авиационного отряда майором Геннадием Васильевичем Каракозовым. Экипажи майора Г. В. Каракозова и капитана А. Щепачева выполняли вылет на боевую службу — воздушную разведку кораблей ВМС Японии на переходе морем. Северо-западнее японского о. Садо была обнаружена группа из трёх кораблей, облёт которой производился на малой высоте — на эшелонах 200 и 400 м. Высота нижней кромки облачности в этом районе составляла от 300 до 400 м. При выходе из облаков экипаж ведомого Щепачева увидел впереди себя вспышку и самолёт Каракозова, цепляющий воду крылом. После чего тот столкнулся с водной поверхностью, разрушился и затонул. Ведомый встал в круг над местом падения ведущего и выполнил фотографирование горящего на воде керосина. Члены экипажа Щепачева наблюдали, как к месту катастрофа подошёл японский десантный корабль и начал подбирать с воды обломки. По остатку топлива самолёт ведомого вернулся на аэродром Пристань. Экипаж Ту-16Р, в составе командира корабля майора Г. В. Каракозова, штурмана капитана В. Е. Кедрова, правого лётчика курсанта (мл. сержанта) С. В. Завьялова, штурмана-оператора курсанта С. В. Дмитриева, оператора РТР ст. лейтенанта В. А. Чеурина, ВСР — начальника связи эскадрильи капитана Леонида Филипповича Белоусова, КОУ прапорщика В. П. Лысенко — погиб.
Причина падения самолёта Каракозова до сих пор достоверно не установлена. Были высказаны предположения об огневом воздействии с японских кораблей, но подтвердить или опровергнуть это не удалось.
13 июня 1985 года, днём, в СМУ, при заходе на посадку на аэродром Леонидово (о. Сахалин), где планировалось проводить сборы экипажей МРА и РзА ВВС ТОФ на класс, произошла катастрофа самолёта Ту-16Р, пилотируемого капитаном А. Н. Шиколаем. Катастрофа произошла в результате неправильных действий руководителя полётов полковника А. Н. Лепаловского. Осуществляя приём группы самолётов (6-и Ту-16 и 1-го гражданского Ан-24), он не производил дальний радиолокационный контроль и индивидуальное опознавание бортов в воздухе. Не убедившись достоверно, что Ту-16 Шиколая прошёл ДПРМ, руководитель полётов разрешил ему снижение до высоты 2400 м, хотя этот эшелон был уже занят экипажем самолёта Ан-24. В дальнейшем, стремясь как можно быстрее освободить данный эшелон, Лепаловский дал команду экипажу капитана Шиколая немедленно занять эшелон 1800 м, чем отвлёк его внимание от определения своего местоположения относительно посадочного курса. Не уточнив местонахождения самолёта, руководитель полётов разрешил ему снижение до высоты 700 м. В результате уклонения от линии заданного пути на 15,5 км, на высоте 700 м и скорости 400 км/ч, в облаках, самолёт столкнулся с сопкой высотой 704 м, разрушился и частично сгорел. Экипаж (КК гвардии капитан Шиколай Анатолий Никонович, ПКК гвардии лейтенант Хайретдинов Анвар Зайнагутдинович, штурман гвардии капитан Невзоров Анатолий Юрьевич, ШО гвардии лейтенант Брагин Анатолий Иванович, оператор РТР гвардии старший лейтенант Нуретдинов Фоат, ВСР гвардии прапорщик Нестерчук Виктор Яковлевич, КОУ гвардии прапорщик Кузьмин Игорь) погиб.

## Командиры полка
П.И. Сучков (май 1941 г. — октябрь 1942 г.), И.В. Сидин (1942-1945 гг.), Н.И. Дерюгин (1945-1950 гг.), Г.И. Ильюшкин (1950-1956 гг.), В.Н. Саплин (1956-1960 гг.), А.И. Золотарёв (1960-1962 гг.), И.М. Пиганов (1962-1964 гг.), К.И. Костин (1964-1965 гг.), И.И. Ивкин (1968-1969 гг.), И.С. Пироженко (июнь-октябрь 1969 г.), В.И. Микрюков (1969-1971 гг.), Г.М. Орлов (1971-1972 гг.), В.В. Городецкий (1972-1973 гг.), П.П. Горелов (1973-1974 гг.), А.Н. Коклин (1974-1976 гг.), В.В. Рыжаков (1976-1983 гг.), В.Б. Куликов (1983-1985 гг.), В.П. Серебряков (1985 г.), В.Н. Бендюжик (с 1986 г.), А.Г. Нуретдинов (до конца).

## Авиатехника полка
На вооружении полка в разное время состояли следующие типы летательных аппаратов: СБ, И-16, ДБ-3Т, Ил-4Т, Дуглас A-20G, Ту-2Р, Ту-4, Як-9Р, B-25 «Митчелл», Пе-2, Ил-28Р, Ил-14, Ли-2, МиГ-15Р, Ту-16Р, Ту-16СП Ту-16ЗЩ.